# Lac Fromenteau
Lac Fromenteau är en sjö i Kanada.   Den ligger i regionen Nord-du-Québec och provinsen Québec, i den östra delen av landet, 700 km norr om huvudstaden Ottawa. Lac Fromenteau ligger 395 meter över havet. Arean är 17,1 kvadratkilometer. Den sträcker sig 12,7 kilometer i nord-sydlig riktning, och 4,5 kilometer i öst-västlig riktning.
Omgivningarna runt Lac Fromenteau är i huvudsak ett öppet busklandskap. Trakten runt Lac Fromenteau är nära nog obefolkad, med mindre än två invånare per kvadratkilometer.